# Nossa Senhora de Peneda
Nossa Senhora de Peneda és un santuari situat dins del Parc Nacional de Peneda-Gerês, a Portugal. Envoltat per enormes roques, és una rèplica del de Bom Jesus do Monte a Braga. A principis de setembre s'omple de pelegrins procedents de tota la regió.